# 平原綾香ドラマ・映画ワークスセレクション
『平原綾香ドラマ・映画ワークスセレクション』（ひらはらあやかドラマ・えいがワークスセレクション）は、2016年3月9日にドリーミュージックから発売された平原綾香の4thベスト・アルバム。

## 解説
ベスト・アルバムとしては2013年の『10周年記念シングル・コレクション 〜Dear Jupiter〜』より約3年ぶりとなる。
本作はデビューから2012年までに発表されたシングル曲のうち、主にドラマや映画の主題歌、挿入歌となった楽曲が選曲されている。

## 収録曲
1. Jupiter
作詞：吉元由美 / 作曲：グスターヴ・ホルスト / 編曲：坂本昌之
1stシングル
TBS系ドラマ『3年B組金八先生』第7シリーズ挿入歌
2. 明日
作詞:松井五郎 / 作曲:A.Gagnon / 編曲:小林信吾
2ndシングル
フジテレビ系ドラマ『優しい時間』主題歌。
3. Eternally
作詞:平原綾香・松井五郎 / 作曲:平原綾香 / 編曲:島健
8thシングル
映画『四日間の奇蹟』主題歌
4. 感謝
作詞:もりちよこ / 作曲:ユ・ヘジュン / 編曲:西脇辰弥
1stデジタル・シングル
結婚情報誌『ゼクシィ』スペシャルソング。
フジテレビ『結婚披露宴～人生最悪の3時間～』劇中歌
5. 今、風の中で
作詞：平原綾香 作曲：久石譲 編曲：島健
13thシングル
東宝配給映画『マリと子犬の物語』主題歌
6. 孤独の向こう
作詞・作曲：川江美奈子 編曲：藤井理央
15thシングル
NHKドラマ『トップセールス』主題歌
7. ノクターン
作詞：史香 / 作曲：フレデリック・ショパン、椎名邦仁 / 編曲：椎名邦仁
17thシングル
フジテレビ系ドラマ『風のガーデン』主題歌
8. ミオ・アモーレ
作詞：平原綾香 / 作曲：サルヴァトーレ・カルディッロ、ジャコモ・プッチーニ / 編曲：坂本昌之

1. 20thシングル
TBS系「ひるおび!」2009年9月度エンディングテーマ
TBS系ドラマ『オルトロスの犬』劇中歌
2. Sailing my life [2]
作詞：平原綾香、藤澤ノリマサ / 作曲：ルートヴィヒ・ヴァン・ベートーヴェン / 編曲：坂本昌之
コラボレーション・シングル
ギャガ配給映画『オーシャンズ』テーマ・ソング
3. ケロパック
作詞：平原綾香 / 作曲：ピョートル・チャイコフスキー / 編曲：坂本昌之
22ndシングル
角川映画『超劇場版ケロロ軍曹 誕生!究極ケロロ 奇跡の時空島であります!!』主題歌
4. 威風堂々
作詞：平原綾香 / 作曲：エドワード・エルガー / 編曲：坂本昌之
23rdシングル
テレビ朝日系ドラマ『臨場』主題歌
5. ソルヴェイグの歌
作曲：エドヴァルド・グリーグ
24thシングル『Greensleeves』のカップリング。
映画『半次郎』主題歌
6. 別れの曲
作詞：平原綾香 / 作曲：フレデリック・ショパン / 編曲：坂本昌之
25thシングル
テレビ朝日系ドラマ『ホンボシ〜心理特捜事件簿〜』主題歌
7. おひさま〜大切なあなたへ
作詞：岡田惠和 / 作曲・編曲：渡辺俊幸
26thシングル
NHK連続テレビ小説『おひさま』メインテーマ。
8. NOT A LOVE SONG
作詞・作曲：aika、Nicolas Farmakalidis / 編曲：Nicolas Farmakalidis
28thシングル
テレビ朝日系ドラマ『おみやさん 第9シリーズ』主題歌